# DDIT3
El factor de transcripción DDIT3 (de sus siglas en inglés "DNA damage-inducible transcript 3"), también denominado CHOP o GADD153 es una proteína que, en humanos, es codificada por el gen ddit3. La proteína DDIT3 pertenece a la familia de las CEBPs y juega un importante papel en la célula regulando procesos relacionados con la proliferación y la diferenciación celular.

## Interacciones
La proteína DDIT3 ha demostrado ser capaz de interaccionar con: 
- Caseína quinasa 2, alfa 1[4]
- JunD[5]
- RPS3A[6]
- ATF3[7]
- CEBPB[8][9]
- c-Jun[5]
- c-Fos[5]